# Matrice (støbeform)
 For alternative betydninger, se matrice.
En matrice er en støbeform med et fordybet mønster, der ved stempling eller presning afgives i for eksempel et metal- eller plasticmateriale. 
Tandlæger bruger matricer ved støbning af fyldning af plast eller amalgam. 